# Kirchberg (Berna)
Kirchberg (toponimo tedesco) è un comune svizzero di 5 940 abitanti del Canton Berna, nella regione dell'Emmental-Alta Argovia (circondario dell'Emmental); ha lo status di città.

## Monumenti e luoghi d'interesse

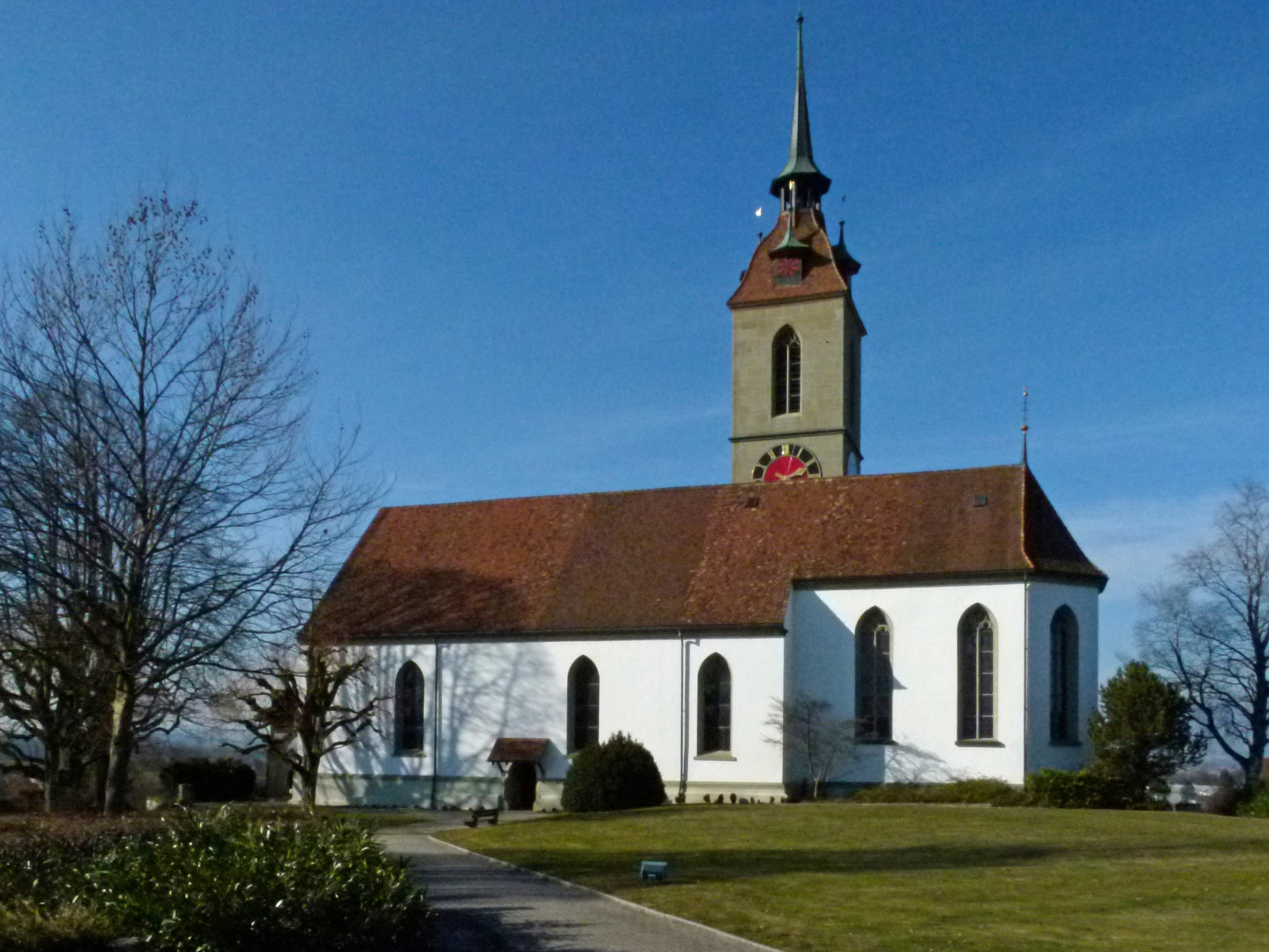
La chiesa riformata

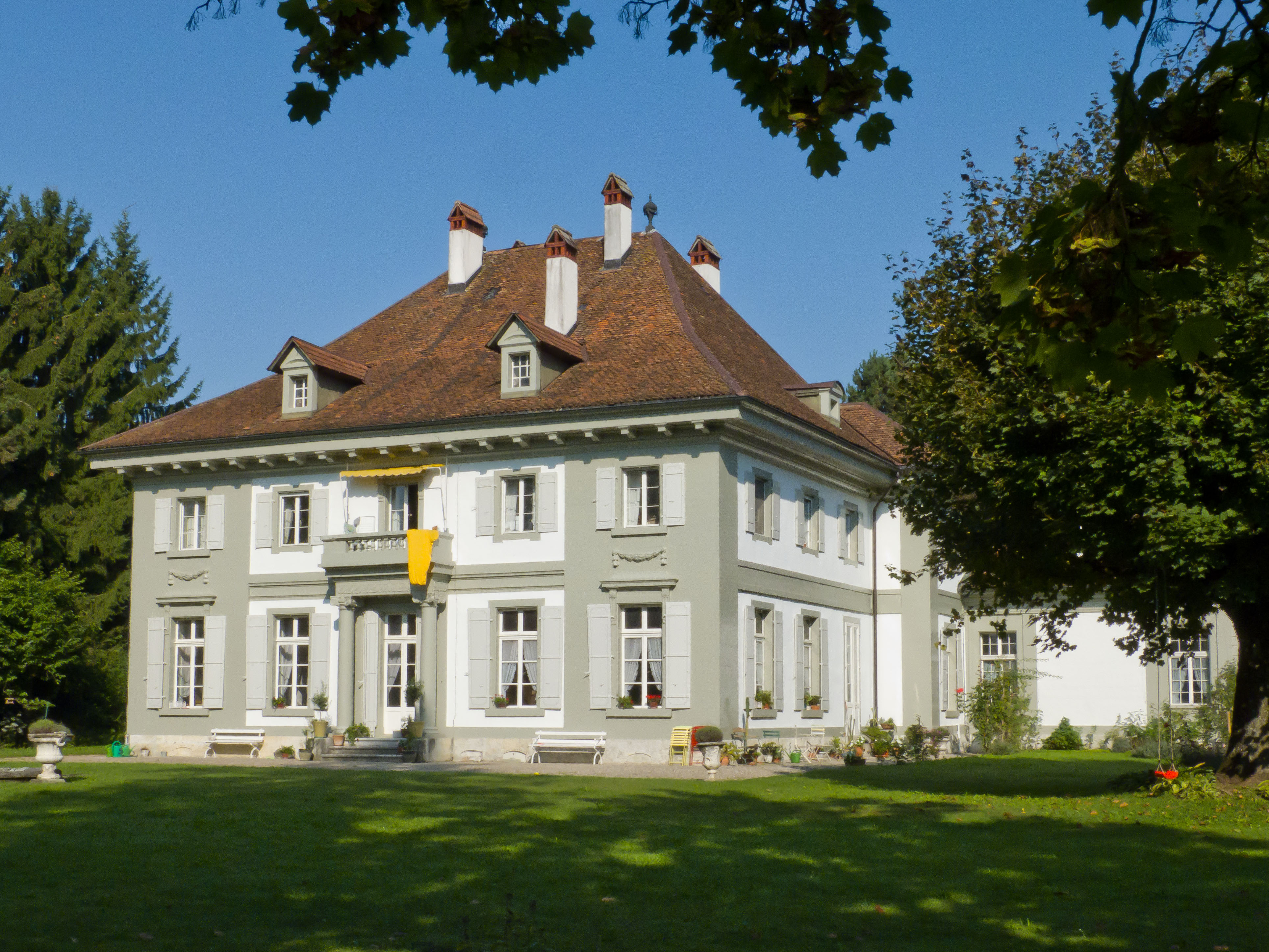
Il Kleehof

- Chiesa riformata (già di San Martino), attestata dal 1208 e ricostruita nel 1506-1507[1];
- Kleehof, residenza eretta nel 1765-1768 da Johann Rudolf Tschiffeli[1].

## Società

### Evoluzione demografica
L'evoluzione demografica è riportata nella seguente tabella:
Abitanti censiti

## Infrastrutture e trasporti
Kirchberg è servito dalla stazione di Kirchberg-Alchenflüh sulla ferrovia Emmentalbahn.

## Amministrazione
Ogni famiglia originaria del luogo fa parte del cosiddetto comune patriziale e ha la responsabilità della manutenzione di ogni bene ricadente all'interno dei confini del comune.